# Diospyros poeppigiana
Diospyros poeppigiana är en tvåhjärtbladig växtart som beskrevs av A. Dc. Diospyros poeppigiana ingår i släktet Diospyros och familjen Ebenaceae. Inga underarter finns listade i Catalogue of Life.